# Karel Paulus
Karel Paulus, född 3 januari 1933 i Dolní Brusnice, död 31 oktober 2003 i Bílá Třemešná, var en tjeckoslovakisk volleybollspelare.
Paulus blev olympisk silvermedaljör i volleyboll vid sommarspelen 1964 i Tokyo.